# بيلو هوريزونتي
بيلو هوريزونتي   هي مدينة برازيلية وعاصمة ولاية ميناس جيرايس تقع في المنطقة الجنوبية الشرقية من البلاد. وفقًا لأحدث التقديرات التي أجراها المعهد البرازيلي للجغرافيا في عام 2013، يبلغ عدد سكانها 2479175 نسمة، تعدّ المدينة الأكثر اكتظاظًا بالسكان في ولاية ميناس جيرايس، ثالث في جنوب شرق، بعد ساو باولو وريو دي جانيرو، والسادس من حيث عدد السكان في البرازيل. بيلو هوريزونتي في المرتبة 43 في قائمة أكبر مدن العالم حسب التعداد السكاني. وتعدّ ثالث أهم مدينة اقتصاديًا في البرازيل. وتبلغ مساحتها حوالي 330 كم² ، لديها جغرافية متنوعة من التلال والسهول.
تحيط بها سلسلة جبال سييرا كورال، والتي تُعتبر بمثابة الإطار الطبيعي والمرجعية التاريخية، وقد بُنيت لتكون العاصمة السياسية والإدارية من ولاية ميناس جيرايس في لحظة نداء للفكر الجمهوري في البلاد. وقد رُشحت بيلو هوريزونتي من قبل لجنة الأزمات للسكان، والأمم المتحدة كأفضل مدينة من حيث نوعية الحياة في أمريكا اللاتينية و 45 من بين أكبر 100 مدينة في العالم.
اليوم المدينة في مرتبة خامس من حيث أعلى الناتج المحلي الإجمالي بين البلديات البرازيلية، وهي اليوم تمثل 1.33 ٪ من إجمالي الثروة المنتجة في البلاد. وقد صنفت مجلة أمريكا الاقتصادية مدينة بيلو هوريزونتي كواحد من أفضل 10 مدن في القيام بأعمال تجارية أمريكا اللاتينية في عام 2009، والثانية في البرازيل متفوقةً على مدن مثل ريو دي جانيرو وبرازيليا وكوريتيبا،
من المعروف في جميع أنحاء العالم بأن مدينة بيلو هوريزونتي لديها مهمة وطنية والنفوذ الدولي سواء من الناحية الثقافية أو الاقتصادية أو السياسية. لديها المعالم الأثرية المهمة والحدائق والمتاحف مثل متحف بامبولها فنون، ومتحف للفنون والحرف، ومتحف العلوم الطبيعية، وأيضا السوق المركزي، ومهرجان البرازيل، المهرجان الدولي للمسرح، المهرجان الدولي للفيلم القصير والاجتماع الدولي للأدب في اللغة البرتغالية
كانت قرية صغيرة، أسسها جواو دا سيلفا لييتي أورتيز، مستكشف من ساو باولو. وقد عثر في المكان طقس جميل المناظر الطبيعية وتربة جيدة للزراعة، استقر في المنطقة في 1701، مما أسفر عن اكتشاف الذهب في هذه البعثة.  ثم أنشأ مزرعة تدعى «كوررال ديل ريي». نجاح وثروة مزرعة «كوررال ديل ريي» شجع الناس من الأماكن المحيطة الانتقال إلى المنطقة، وأصبحت كوررال ديل ري قرية تحيط بها المزارع الصغيرة.
عامل نمو مهم آخر من القرية هم من المهاجرين من منطقة نهر ساو فرانسيسكو، الذي كان يمر كوررال ديل ري أجل التوصل إلى الأجزاء الجنوبية من البرازيل. المسافرون عادة يقومون بزيارة مصلى خشبي صغير التي تعني «مصلى للسيدة الطيبة السفر». حيث صلى من أجل سلامة الرحلة. نتيجة لذلك، بعد سنوات أنها أصبحت كنيسة أكبر.
اليوم تعدّ مدينة بيلو هوريزونتي مدينة حديثة ومتطورة زاخرة بالجامعات والمتاحف والمكتبات العامة والملاعب. والمدينة ستكون مقر نادي كروزيرو (نادي كرة قدم برازيلي)، وهي واحدة من المدن المضيفة لكأس العالم لكرة القدم عام 2014 . بالإضافة إلى ذلك، استضافت بيلو هوريزونتي في كأس القارات FIFA 2013 والكأس العالم لكرة القدم 1950 .

## الجغرافيا
تقع المدينة بجانب خط عرض 19 º 49'01  جنوب و 43 º 57'21  الزوال الغرب. مساحة المدينة مثيرة للجدل يختلف تبعا لمصدر البيانات. المدينة نفسها مساحتها 330.23 كم². أما وزارة الخارجية تشير إلى أن مساحتها 335 كم²، أما IBGE تشير إلى أن مساحتها تبلغ 330.95 كم². يحدها من الشمال مدينة سانتا لوزيا وفيسباسيان، ومن الجنوب نوفا ليما وبرومادينهو، ومن الشرق مدينة صبارا وسانتا لوزيا ومن جهة الغرب مدينة ريبيراو داس نيفيس وكونداجيم وإبيريتي.

## المناخ
تقع مدينة بيلو هوريزونتي في المنطقة الاستوائية، متوسط سنوي لدرجات الحرارة بين 9 و 35 درجة مئوية (48 و 95 درجة فهرنهايت). فيما تقع بيلو هوريزونتي حوالي 300 كيلومترا (190 ميل) من البحر.
على الرغم من الاختلافات الموسمية ليست واضحة كما هي في الأماكن المعتدلة، هناك تناقض بين الربيع والصيف، وبين فصلي الخريف والشتاء. أبرد شهر هو عموما يوليو، مع أدنى درجة حرارة سجلت من 2 °C (36 °F). أكثر الشهر حرارة يكون عادة في شهر يناير مع أعلى درجة حرارة سجلت 35.4 درجة مئوية (96 درجة فهرنهايت).
المناخ بيلو هوريزونتي هو معتدل على مدار العام. درجات الحرارة تتراوح بين 11 و 31 درجة مئوية (52 و 88 درجة فهرنهايت)، والمتوسط كان 22 درجة مئوية (72 درجة فهرنهايت). الشتاء الجاف، وصيف ممطر.

## السكان
وفقا لتعداد IBGE 2010، كان هناك 2258096 شخص يقيمون في مدينة بيلو هوريزونتي وكشف تعداد الأرقام التالية: 1110034 نسمة هم البيض بنسبة (46.7 ٪)، 995167 براون (المتعددة الأعراق) نسمة (41.9 ٪)، 241155 السود (10.2 ٪)، 25270 الشعوب الآسيوية (1.1 ٪)، 3,477 شخصا من الهنود الحمر (0.1 ٪). بلغ عدد سكان بيلو هوريزونتي 53.1 ٪ للإناث و 46.9 ٪ من الذكور. تعدّ المدينة الأكثر اكتظاظا بالسكان في ولاية ميناس جيرايس والسادس في البرازيل، وراء ساو باولو، ريو دي جانيرو، سلفادور، فورتاليزا، معدل التحضر من 100 ٪ .
خلال القرن 18، تلقت ميناس جيرايس العديد من المهاجرين البرتغاليين، ومعظمهم من شمال البرتغال فضلا عن العديد من المستعبدين الأفارقة.
بيلو هوريزونتي له تأثير الإيطالية البارزة، حوالي 30 ٪ من سكان المدينة لديهم بعض أصول إيطالية. الثقافة الإيطالية موجودة في المطبخ واللغة. أكثر المجموعات الكبيرة الموجودة في مدينة ترجع أنسابهم إلى ألمانيا وأسبانيا والسورية اللبنانية.
مؤشر التنمية البشرية تعدّ مدينة عالية، وفقا للبيانات الصادرة عن برنامج الأمم المتحدة للتنمية. وفقا لتقرير عام 2010، الذي صدر في عام 2013، وكان قيمته 0.810، ثاني أكبر مدينة في ولاية ميناس جيريس، وخلف مدينة نوفا ليما (0.813)، والعشرين في البرازيل. النظر فقط معدل طول العمر، وقيمته 0.856، وقيمة مؤشر الدخل هو 0.841 والتعليم هو 0.737 . وكانت نسبة الفقر في عام 2003 5.43 ٪ (بلغ معدل 3.64 ٪ شخصي). في عام من 2000 إلى 2010 نسبة الأشخاص الذين يعانون من دخل الأسرة يصل إلى 140 بنسبة 59.3 ٪ . في عام 2010، كانت 3 ٪ 95.6 ٪ من السكان الذين يعيشون فوق خط الفقر بين السطور من الفقر والعوز وكانت 1.4٪ تحت خط الفقر.

## الاقتصاد
بيلو هوريزونتي تستقبل أعداد كبيرة من الزوار، كما هو الحال في المحور الاقتصادي الرئيسي البرازيلي، وممارسة تأثير حتى على الدول الأخرى. كل من الشركات متعددة الجنسيات والبرازيلية، مثل غوغل ومنظمة أوكسفام الدولية. قطاع الخدمات يلعب دورا هاما جدا في اقتصاد بيلو هوريزونتي، كونها مسؤولة عن 85 ٪ من الناتج المحلي الإجمالي في المدينة (الناتج المحلي الإجمالي)، مع صناعة التعويض عن معظم ال 15٪ الباقية. لديها قطاع صناعي متطور، وهي مركزا للصناعات المعدنية حيث ولاية ميناس جيرايس كانت دائما غنية جدا بالمعادن، وخام الحديد على وجه التحديد.
بيلو هوريزونتي هي مركز التوزيع وتجهيز منطقة زراعية والتعدين ونواة لمجمع صناعي المزدهرة. ويتركز الإنتاج على الصلب ومنتجات الصلب، والسيارات، والمنسوجات. تتم معالجة الذهب والمنغنيز، والأحجار الكريمة الملغومة في المنطقة المحيطة في المدينة.
لفترة طويلة تميزت من قبل غلبة القطاع الصناعي، ولكن من 1990s كان هناك التوسع المستمر للاقتصاد قطاع الخدمات، وخاصة في علوم الكمبيوتر، والتكنولوجيا الحيوية، سياحة الأعمال، والأزياء وصنع المجوهرات. وتعدّ المدينة لتكون قائدا استراتيجيا في الاقتصاد البرازيلي. التحرك نحو سياحة الأعمال حولت العاصمة إلى مركز وطني لهذه الشريحة من قطاع السياحة.
في عام 2008، كان الناتج المحلي الإجمالي في المدينة R 42000000000 $ (أي ما يعادل 26,2 مليار من دولار أمريكي).
في عام 2008، كان الناتج المحلي الإجمالي الكبرى بيلو هوريزونتي في R 98,5 مليار دولار (أي ما يعادل 61 مليار دولار أمريكي).
في عام 2008، كان الدخل في المدينة نصيب الفرد R 17313 $ (أو الولايات المتحدة 10,820 $). [ 27 ] وفي عام 2007، كان 15830 $ R [ 28 ] (حوالي 9893 $ أمريكي).

## المعالم
بيلو هوريزونتي لديها العديد من المعالم الثقافية الهامة، وكثير منهم يقع في حي بامبولها، حيث توجد أمثلة بارزة من العمارة البرازيلية المعاصرة. وتشمل ملعب مينيراو الذي هو أكبر ملاعب كرة القدم في العالم، في بامبولها هناك أيضا حرم الجامعة الاتحادية دي ميناس جيريس، الذي المباني ذاتها تشكل مساهمات مهمة في الهندسة المعمارية في المدينة.

## المدن الشقيقة
المدن يتطلعون إلى تشجيع التبادل التي لديها شيئا مشتركا مع بيلو هوريزونتي، فاليوم المدينة لديها 16 مدن شقيقة وهي
| - أوستن، تكساس (1965) - لواندا، أنغولا (1968) - زحلة، لبنان (1974) - غرناطة، إسبانيا (1975) - بورتو، البرتغال (1986) - كالكوتا، الهند (2009) | - مينسك، روسيا البيضاء (1987) - هافانا، كوبا (1995) - نانجينغ، الصين (1996) - بيت لحم، فلسطين (2001) - حمص، سوريا (2001) - نيوارك، الولايات المتحدة الأمريكية (2006) | - مسايا، نيكاراغوا (2002) - طرابلس، ليبيا (2003) - فورت لودرديل، الولايات المتحدة الأمريكية (2003) - تيغوسيغالبا، هندوراس (2004) - كوينكا، إكوادور (2004) - لاغوس، نيجيريا (2011) |

### الاتفاقات التعاون
| - شيكاغو، الولايات المتحدة الأمريكية - سان سلفادور، السلفادور | - سويابانغو، السلفادور - تورينو، إيطاليا |